# Syndrome E
Cet article concerne la série télévisée. Pour le roman, voir Le Syndrome E.
Pour les articles homonymes, voir Syndrome.
Production
Diffusion
Syndrome E (stylisé « Syndrome [E] ») est une série télévisée franco-belge en six épisodes de 48-57 minutes, créée par Mathieu Missoffe et diffusée depuis le 22 juillet 2022 sur Salto, puis le 29 septembre 2022 sur le réseau TF1.
En Belgique, elle est diffusée le 21 septembre 2022 sur Tipik. En Suisse romande, elle est diffusée le 27 septembre 2022 sur RTS Un.
Cette fiction est une coproduction d'Escazal Films, TF1, Be-FILMS et la RTBF (télévision belge).
Il s'agit de l'adaptation du roman Le Syndrome E de Franck Thilliez (2010).

## Synopsis
Franck Sharko (Vincent Elbaz), commissaire à Paris et Lucie Hennebelle (Jennifer Decker), inspectrice de police dans le 20e arrondissement de Paris, tentent de résoudre une mystérieuse affaire complexe, effrayante et cauchemardesque, tout en parcourant plusieurs pays.

## Distribution
Sauf indication contraire ou complémentaire, les informations mentionnées dans cette section proviennent du générique de fin de l'œuvre audiovisuelle présentée ici.
- Vincent Elbaz : le commandant Franck Sharko
- Jennifer Decker : le lieutenant Lucie Henebelle
- Kool Shen : le capitaine Virgile di Maria
- Bérengère Krief : la lieutenant Clara Barsky
- Richard Bohringer : Dr François Moreau
- Michèle Bernier : Marie Henebelle
- Anne Charrier : Dr Florence Bordier
- Samy Seghir :  Mahmoud Alaoui
- Marius Colucci : Jérôme Becker
- Dominique Blanc : Dr Elizabeth Moreau
- Emmanuelle Béart : la commissaire Maia Leclerc
- Diong-Kéba Tacu : le lieutenant Grégory Levallois
- Célia Lebrument : Eugénie
- Ilian Kaddour-drizi : Walid Ganem
- Zoé Leclerc : Alice Gosselin
- David Ayala : Dr Maxime Bergeron
- Fehd Benchemsi : Atef Alaoui

## Production

### Développement
En mai 2017, l'écrivain Franck Thilliez annonce que son roman Le Syndrome E va être adapté à la télévision, sous forme de série télévisée qui est déjà en cours de préparation.
En octobre 2020, on apprend, par Ara Aprikian, directeur des programmes de TF1, dans Le Parisien, que le roman de Franck Thilliez est en plein développement pour en faire une série télévisée, créée par Mathieu Missoffe et réalisée par Benjamin Rocher et que la production est confiée à Escazal Films,.
Le 1er février 2021, on révèle que, selon les dires d'Anne Viau, directrice de la fiction de TF1, c'est Laure De Butler qui va réaliser les six épisodes.

### Attribution des rôles
Le 1er février 2021, dans un entretien, Anne Viau révèle « en exclusivité » que Vincent Elbaz est choisi pour incarner le commissaire Franck Sharko.
En avril 2021, Jennifer Decker est engagée dans le rôle de l'inspectrice Lucie Henebelle après le refus de Sofia Essaïdi ainsi qu'Emmanuelle Béart, Kool Shen, Michèle Bernier, Richard Bohringer, Anne Charrier, Bérengère Krief, Dominique Blanc, Samy Seghir et Marius Colucci.
Pour le rôle Vincent Elbaz perd 10 kilos en développant sa musculature et en suivant un régime : « le matériau de Franck Tilliez a été un vrai atout. Je n'avais pas beaucoup d'informations dans le scénario sur l'apparence du personnage alors j'ai lu toutes les enquêtes de Sharko et j'ai mené mon enquête sur lui. S'il est avare d'informations sur son héros, j'ai trouvé quelques indications au fil des pages : "Il a un regard cendre", "Quand il rentre dans une pièce, il déplace de l'air", "il parle avec les mâchoires serrées", "Quand il sourit, c'est presque une grimace", il évoque sa coupe en brosse… je me suis inspiré de tout ça ».

### Tournage
Le tournage a lieu du 10 mai au 7 octobre 2021 à Paris (13e arrondissement et La Défense), en Île-de-France, au Maroc et au Canada,.
Les scènes à l'hôpital sont tournées les 8 et 9 juin 2021 à Bouffémont, dans le département du Val-d'Oise.

### Musique
La musique du film est composée par Nathaniel Méchaly, qui retrouve la réalisatrice Laure de Butler après La Promesse (2021).

### Fiche technique
Sauf indication contraire, les informations mentionnées dans cette section peuvent être confirmées par le générique de fin de l'œuvre audiovisuelle présentée ici, ainsi que par les bases de données cinématographiques IMDb et Allociné,  présentes dans la section « Liens externes ».
- Titre original : Syndrome E
- Création et scénario : Mathieu Missoffe, d'après le roman Le Syndrome E de Franck Thilliez
- Réalisation : Laure de Butler
- Musique : Nathaniel Méchaly
- Direction artistique : Mathieu Missoffe
- Costumes : Agnès Falque
- Photographie : Benjamin Louet
- Montage : Emmanuel Douce et Guillaume Houssais
- Casting : Michael Laguens et Marouane Reda
- Production : Denis Carot et Sophie Révil
- Sociétés de production : Escazal Films, TF1 Télévisions, Be-FILMS et RTBF (télévision belge)[5]
- Société de distribution : TF1 Diffusion
- Budget : 10 millions d'euros[18]
- Pays de production :  France /  Belgique
- Langue originale : français
- Format : couleur
- Nombre de saison : 1
- Nombre d'épisode : 6
- Genre : drame, policier, thriller
- Durée : 48-57 minutes
- Dates de première diffusion :
  - France : 22 juillet 2022 sur Salto[1] ; 29 septembre 2022 sur TF1[2]
  - Belgique : 21 septembre 2022 sur Tipik[3]
  - Suisse romande : 27 septembre 2022 sur RTS Un[4]

## Épisodes
La saison comporte six épisodes sans titre.

## Accueil

### Festivals
La série télévisée est présentée le 20 mars 2022 au Festival Séries Mania et le 16 septembre 2022 au Festival de la fiction TV de La Rochelle.

### Audiences et diffusion

#### En Belgique
En Belgique, la série est diffusée les mercredis vers 20 h 5 sur Tipik par salve de deux épisodes du 21 septembre au 5 octobre 2022.
Les chiffres d'audience du 21 septembre et du 28 septembre 2022 sont faibles et n'apparaissent pas sur le site de mesure d'audience CIM qui ne reprend que les 20 meilleures audiences de chaque journée : il apparaît ainsi que les quatre premiers épisodes ont été regardés par moins de 85 000 téléspectateurs.

#### En Suisse romande
En Suisse romande, la série est diffusée sur RTS Un par salve de deux épisodes du 27 septembre au 11 octobre 2022.

#### En France
En France, la série est diffusée les jeudis vers 21 h 10 sur TF1 par salve de deux épisodes du 29 septembre 2022 au 13 octobre 2022.
| Épisode              | Diffusion               | Diffusion            | Audience moyenne          | Audience moyenne                       | Audience moyenne         | Audience moyenne | Réf.   |
| Épisode              | Jour                    | Horaire              | Nombre de téléspectateurs | Part de marché (sur les 4 ans et plus) | Part de marché (FRDA-50) | Classement       | Réf.   |
| -------------------- | ----------------------- | -------------------- | ------------------------- | -------------------------------------- | ------------------------ | ---------------- | ------ |
| 1                    | Jeudi 29 septembre 2022 | 21 h 10 - 22 h 05    | 3 512 000                 | 18 %                                   | 20,2 %                   | 1er              | [ 25 ] |
| 2                    | Jeudi 29 septembre 2022 | 22 h 05 - 23 h 15    | 2 632 000                 | 17,7 %                                 | 20,2 %                   | 1er              | [ 25 ] |
| 3                    | Jeudi 6 octobre 2022    | 21 h 10 - 22 h 05    | 2 506 000                 | 12,7 %                                 | 15,4 %                   | 1er              | [ 26 ] |
| 4                    | Jeudi 6 octobre 2022    | 22 h 05 - 23 h 15    | 2 114 000                 | 14,8 %                                 | 15,4 %                   | 1er              | [ 26 ] |
| 5                    | Jeudi 13 octobre 2022   | 21 h 10 - 22 h 05    | 2 461 000                 | 12,6 %                                 | 13,6 %                   | 1er              | [ 27 ] |
| 6                    | Jeudi 13 octobre 2022   | 22 h 05 - 23 h 15    | 2 173 000                 | 14,6 %                                 | 13,6 %                   | 1er              | [ 27 ] |
|                      |                         |                      |                           |                                        |                          |                  |        |
| Moyenne de la saison | Moyenne de la saison    | Moyenne de la saison | 2 566 000                 | 15,1 %                                 | 16,4 %                   | 1re              |        |

- Les plus hauts chiffres d'audience
- Les plus bas chiffres d'audience

## Saison 2
Dans le générique d'ouverture de la série apparaît le sous-titre Une enquête de Sharko et Henebelle.
Lors du Festival Séries Mania en mars 2022, Vincent Elbaz annonce qu'une nouvelle enquête est en préparation : l'adaptation du roman Atomka (2012) avec les mêmes personnages.

## Distinction
- Festival Polar de Cognac 2022 : Meilleure série française[29]